# Одзія

37°14′00″ пн. ш. 138°48′00″ сх. д. / 37.23333° пн. ш. 138.80000° сх. д.
О́дзія (яп. 小千谷市, おぢやし, МФА: [od͡ʑija ɕi̥]) — місто в Японії, в префектурі Ніїґата.

## Короткі відомості
Розташоване в центральній частині префектури, на берегах річки Сінано. Виникло на основі постоялого містечка раннього нового часу на шляху Мікуні. Отримало статус міста 10 березня 1954 року. Основою економіки є машинобудування, виробництво напівпровідників, хімічна промисловість, комерція. Традиційне ремесло — виготовлення конопляної тканини. В місті щорічно проходять бої на биках, японський аналог кориди, та свято повітряних куль. Станом на 1 квітня 2009 площа міста становила 155,12 км². Станом на 1 червня 2011 населення міста становило 38 333 осіб.